# Dennis Klockmann
Dennis Klockmann (* 2. September 1982 in Hamburg) ist ein deutscher Handballtorwart. Er spielte zwischen 2014 und 2024 für die erste Mannschaft des VfL Lübeck-Schwartau (bis 2017 VfL Bad Schwartau).

## Karriere
Klockmann begann das Handballspielen im Alter von vier Jahren beim TV Gut Heil Billstedt. Er spielte später u. a. für den AMTV Hamburg, TSV Ellerbek und SG Wilhelmsburg. 2003 kam er zum TSV Altenholz. Von 2004 bis 2006 hatte er ein Zweitspielrecht für den THW Kiel und war dort dritter Torwart neben Henning Fritz und Mattias Andersson. Beim Champions-League-Spiel gegen Haukar Hafnarfjörður feierte er sein Debüt in der internationalen Königsklasse. Klockmann spielte ca. 15 Minuten und hielt dabei u. a. einen Siebenmeter. Seine größten Erfolge waren die Deutschen Meisterschaften 2005 und 2006 mit dem THW Kiel. Sein Vertrag (Doppelspielrecht) in Kiel lief nach der Saison 2005/06 aus, woraufhin er zum Zweitligaverein SV Post Schwerin wechselte und dort zur Nummer 1 im Tor wurde.
Am 11. März 2007 wurde der Wechsel von Dennis Klockmann zum hessischen Erstligisten MT Melsungen bekanntgegeben. Der Vertrag mit dem SV Post Schwerin hatte eine Laufzeit bis zum 30. Juni 2008, jedoch machte Klockmann von einer Ausstiegsklausel Gebrauch und wechselte zur Saison 2007/08 nach Melsungen. Da er in Melsungen mit seinen Einsatzzeiten als dritter Torwart nicht zufrieden war, wechselte er Anfang Dezember 2007 zum TuS N-Lübbecke. Den Abstieg der Ostwestfalen konnte er jedoch nicht verhindern. Da sein Vertrag nur für die 1. Liga galt, lief sein Vertrag beim Absteiger aus. Ab der Saison 2008/09 spielte Klockmann bei Eintracht Hildesheim. 2010 wurde er zu Hildesheims Spieler des Jahres gewählt. Obwohl er im Februar 2012 seinen Vertrag in Hildesheim um fünf Jahre verlängerte, wechselte er zur Saison 2014/15 zum VfL Bad Schwartau (seit 2017 VfL Lübeck-Schwartau). Nach der Saison 2023/24 beendete er seine Profikarriere. Anschließend schloss sich Klockmann der zweiten Mannschaft des VfL Lübeck-Schwartau an, für die er im Rückraum auflief. Ab Ende Januar 2025 bis zum Saisonende 2024/25 hütete er das Tor des Drittligisten HSG Ostsee N/G.